# Binyomin Jacobs
Binyomin Jacobs (Ámsterdam, 1949) és un rabí holandès que viu a Amersfoort, als Països Baixos. A la fi de 2008 va ser nomenat gran rabí dels Països Baixos, aquest nomenament inclou a tots els municipis dels Països Baixos, excepte les ciutats de Ámsterdam, Róterdam, i l'Haia.

## Biografia
El Rabí Binyomin Jacobs és descendent d'una antiga família jueva holandesa. Els seus pares eren d'ascendència jueva asquenazita, els seus dos progenitors eren supervivents de la Xoà i la Segona Guerra Mundial. Després de completar la seva educació secundària, Jacobs va estudiar a la ieixivà (acadèmia talmúdica) de Brunoy a França. Binyomin va obtenir la seva semikhà (ordenació rabínica) de part del Rabí Isser Yehuda Unterman, el gran rabí de la Terra d'Israel, la màxima autoritat rabínica en matèria de llei jueva (halacà), i del Rabí Zalman Nehemia Goldberg, un rabí prominent a Israel.
Jacobs és el gran rabí dels Països Baixos, el president del col·legi rabínic dels Països Baixos, i el rabí del centre Sinaí situat a Amstelveen, l'únic centre psiquiàtric jueu d'Europa, amb més de 3.000 pacients. Quan el 17 de març de 2019, les víctimes dels atacs terroristes i islamòfobs contra dues mesquites a Christchurch, Nova Zelanda, van ser commemorades a la Plaça Dam d'Ámsterdam, Jacobs va ser un dels oradors, quan el rabí va parlar, un petit grup de manifestants pro-palestins li va donar l'esquena.
El rabí s'identifica total i obertament amb l'estat sionista d'Israel. Jacobs coopera amb l'organització pro-israeliana Christians for Israel International. El gran rabí és membre dels hassidim de Habad Lubavitx, coneguts per la seva obertura cap a la comunitat jueva no religiosa.
El Rabí Jacobs ocupa nombrosos llocs a la junta directiva, entre ells el de vicepresident del héder local, una escola jueva tradicional situada a Ámsterdam. Un cas d'abús va tenir lloc en aquesta escola en 2012, en 2018 el cas va donar lloc a la condemna d'un mestre involucrat en els fets. Quan va esclatar el cas, els municipis de Róterdam i l'Haia van recolzar a Jacobs, així com el rabinat suprem. Des de llavors, les relacions amb el rabinat han millorat, a causa de diversos canvis en la gestió municipal.
Després del 4 de maig de 2019, el rabí en cap va advocar pel nomenament d'un coordinador nacional contra l'antisemitisme. En els més de quaranta anys que ha estat treballant als Països Baixos, Jacobs ha pogut construir una extensa xarxa d'amistat i cooperació amb les diverses esglésies, especialment amb la comunitat cristiana; ortodoxa, protestant i catòlica romana.
Jacobs ha participat en l'organització de moltes exposicions sobre el judaisme. En el museu històric jueu, el rabí explica als visitants sobre la importància de la sinagoga en una pel·lícula de vídeo. Durant dècades, la pel·lícula s'ha exhibit en un museu prop de Nimega, en aquesta pel·lícula Jacobs condueix virtualment al visitant per l'interior d'una sinagoga. El rabí en cap està present als monitors i a les pantalles de vídeo del museu. Jacobs és un orador habitual de l'organització Christians for Israel International. El 27 d'abril de 2012, el rabí en cap Jacobs va ser nomenat oficial de l'Ordre d'Orange-Nassau.